# The Blood of Yingzhou District
The Blood of Yingzhou District – chińsko-amerykański krótkometrażowy film dokumentalny z 2006 w reżyserii Ruby’ego Yanga. 

## Nagrody i nominacje
Film otrzymał szereg nagród i jedną nominację w tym:
| Nazwa nagrody | Wygrane                                                                       | Nominacje    |
| ------------- | ----------------------------------------------------------------------------- | ------------ |
| Oscar         | 2007 Najlepszy krótkometrażowy film dokumentalny Ruby Yang oraz Thomas Lennon | 2007 wygrana |